# Слободка (Орловський район)
Слобо́дка (рос. Слободка) — присілок у складі Орловського району Кіровської області, Росія. Входить до складу Орловського сільського поселення.
Населення становить 3 особи (2010, 5 у 2002).
Національний склад станом на 2002 рік — росіяни 100 %.